# Deep Space 1
Deep Space 1 è una sonda spaziale della NASA, lanciata da Cape Canaveral il 24 ottobre 1998 per mezzo di un razzo Delta II.
La missione primaria consisteva nel testare nuove tecnologie spaziali. Durante la "fase due" della missione erano previste attività aggiuntive che richiedevano di effettuare misurazioni e fotografie dell'asteroide Braille e della cometa 19P/Borrelly.
La missione è durata il triplo rispetto alla missione primaria ed è terminata il 18 dicembre 2001, quando dalla stazione di controllo è stato spento il motore ionico che, dopo 670 giorni di funzionamento, ha mantenuto circa il 10 per cento del suo carburante al gas Xeno. Al 2001, la sonda orbitava attorno al Sole a circa 1,30 x 1,44 AU x 0,22 deg, mantenendo l'apparato radio attivo, per un eventuale contatto e riaccensione dalla Terra. Attualmente dalla Nasa viene data per "defunta".

## Le tecnologie

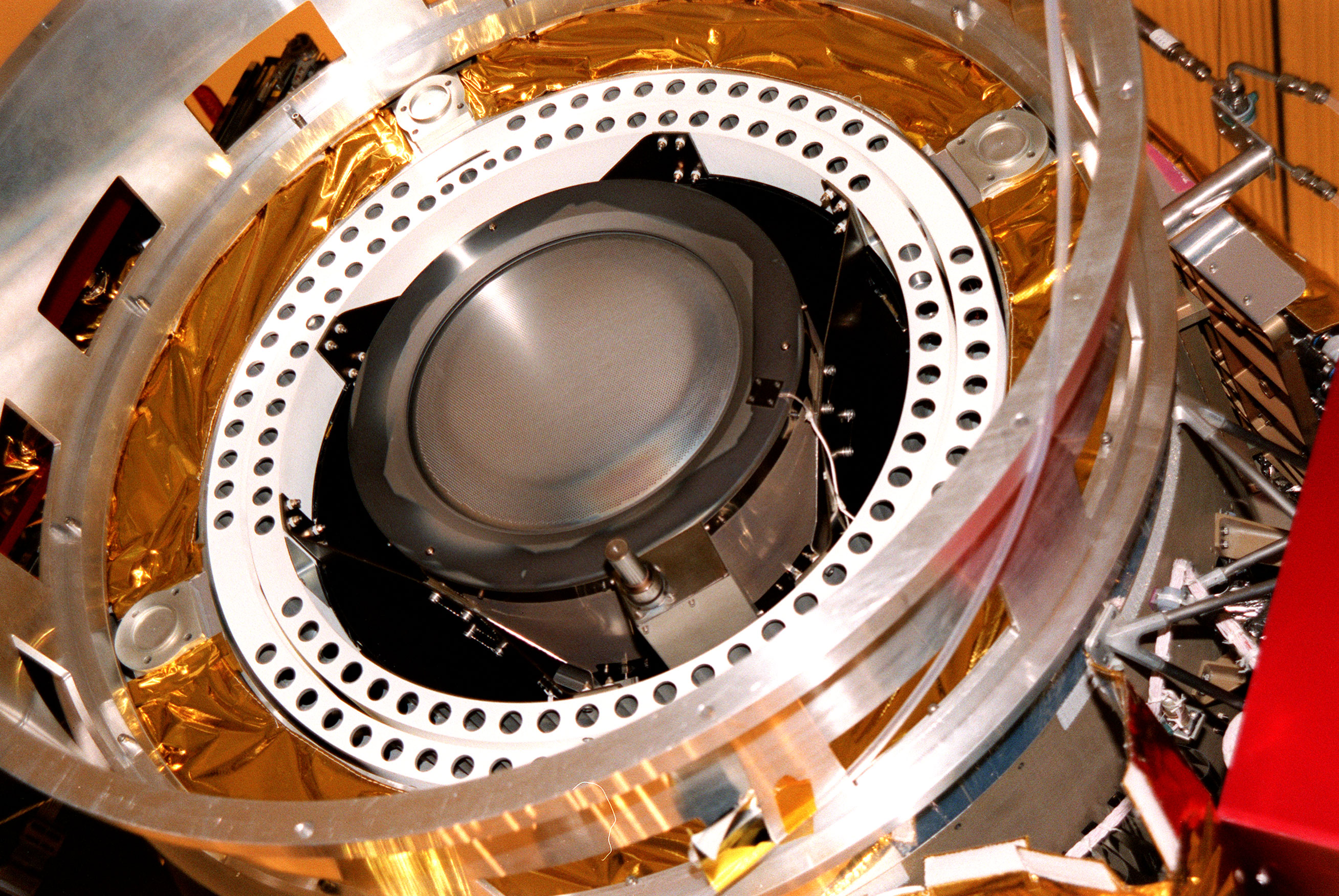
Il motore ionico della sonda.

La sonda aveva a bordo 12 tecnologie da sperimentare, durante i nove mesi di viaggio, per la sua missione primaria. Tra queste le principali erano:
- un propulsore ionico;
- un sistema di navigazione ottica autonomo, chiamato Autonav;
- software basato su un agente autonomo;
- strumentazione ed elettronica miniaturizzata.

La sonda quindi ha verificato il funzionamento di sistemi che permettessero un intervento minimo da parte dei tecnici a terra, potendo anche gestire la rotta autonomamente tramite un sistema ottico.

## I corpi celesti

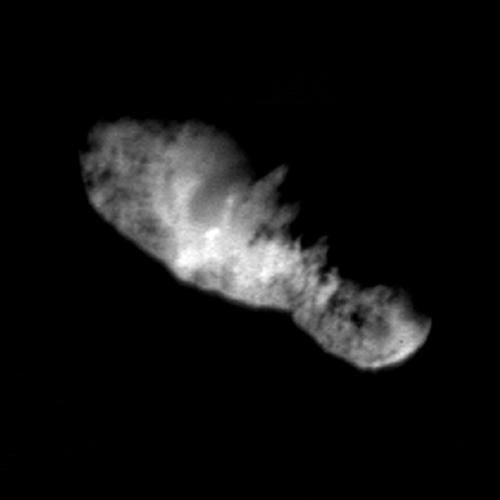
Il nucleo della cometa Borrelly fotografato dalla sonda.

Durante la sua missione secondaria, la sonda Deep Space 1 ha effettuato misurazioni e fotografie di due corpi celesti a cui si è avvicinata: l'asteroide Braille e la cometa Borrelly.

### L'asteroide Braille
Il 28 luglio 1999 la sonda è passata a una distanza di 26 km dall'asteroide Braille. Durante il passaggio ha effettuato misurazioni sulla composizione e le dimensioni dell'asteroide, verificando anche l'eventuale presenza di un campo magnetico controllando deviazioni del vento solare. Questa missione secondaria non è andata completamente a buon fine: durante la fase di avvicinamento la sonda è entrata in standby a causa di un problema software. Quando dalla Terra si è riusciti a risolvere questo problema, il sistema di navigazione autonoma non è riuscito a identificare correttamente l'asteroide, impedendo quindi la resa di fotografie di buona qualità. Le restanti misurazioni hanno invece restituito dati utili.

### La cometa Borrelly
Il 22 settembre 2001 Deep Space 1 si è avvicinata alla cometa Borrelly, effettuando rilevamenti del nucleo e della cometa, oltre a fotografare il corpo celeste. È stata la sonda che si è avvicinata di più a una cometa rispetto alle precedenti missioni.
Questa parte aggiuntiva della missione è servita da base ad altre come ad esempio Rosetta e Deep Impact.